# 天主教汉口总教区
天主教漢口總教區（拉丁語：Hancheuvensis；中方官方稱為：武汉教区）是天主教在中國湖北省設立的一個總教區，所屬於漢口教省。

## 概況
1946年4月11日，聖座在中國設立聖統制，漢口教省成立，漢口宗座代牧區升格為漢口總教區，下屬8個教區：宜昌教區、老河口教區、漢陽教區、武昌教區、蘄州教區、蒲圻教區、襄陽教區、施南教區。另外，湖北省內設有2個由直屬聖座的宗座監牧區：沙市宗座監牧區和隨縣宗座監牧區。
1950年，漢口總教區信徒人數為35,239人，25個堂區、60位司鐸，28位修士和128位修女。教座位於武漢市上海路16號漢口聖若瑟主教座堂。現任總教區正權主教為方濟會會士崔慶琪，他於2021年9月8日獲晉牧就任。

## 歷史

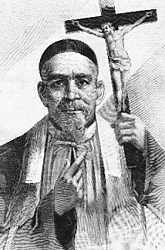
聖劉格來神父

### 宗座代牧區時期
1696年，聖座從福建宗座代牧區劃出湖廣省成立湖廣宗座代牧區，由方濟會會士管理，余宜閣主教出任首任宗座代牧。當時中國處於禁教時期，劉格來、董文學和藍月旺神父先後被當地官員捕捉及處死，後獲封為聖人。
1856年4月，時任教宗庇護九世發佈《來自天上的權力》通諭，將湖廣宗座代牧區一分為二，成立湖北宗座代牧區和湖南宗座代牧區。義大利籍方濟會會士徐類思出任湖北宗座代牧區首任主教。徐類思主教率領在英屬香港就讀的30餘名湖北籍修生回到湖北，在應城縣王家榨設立主教公署及總修院。

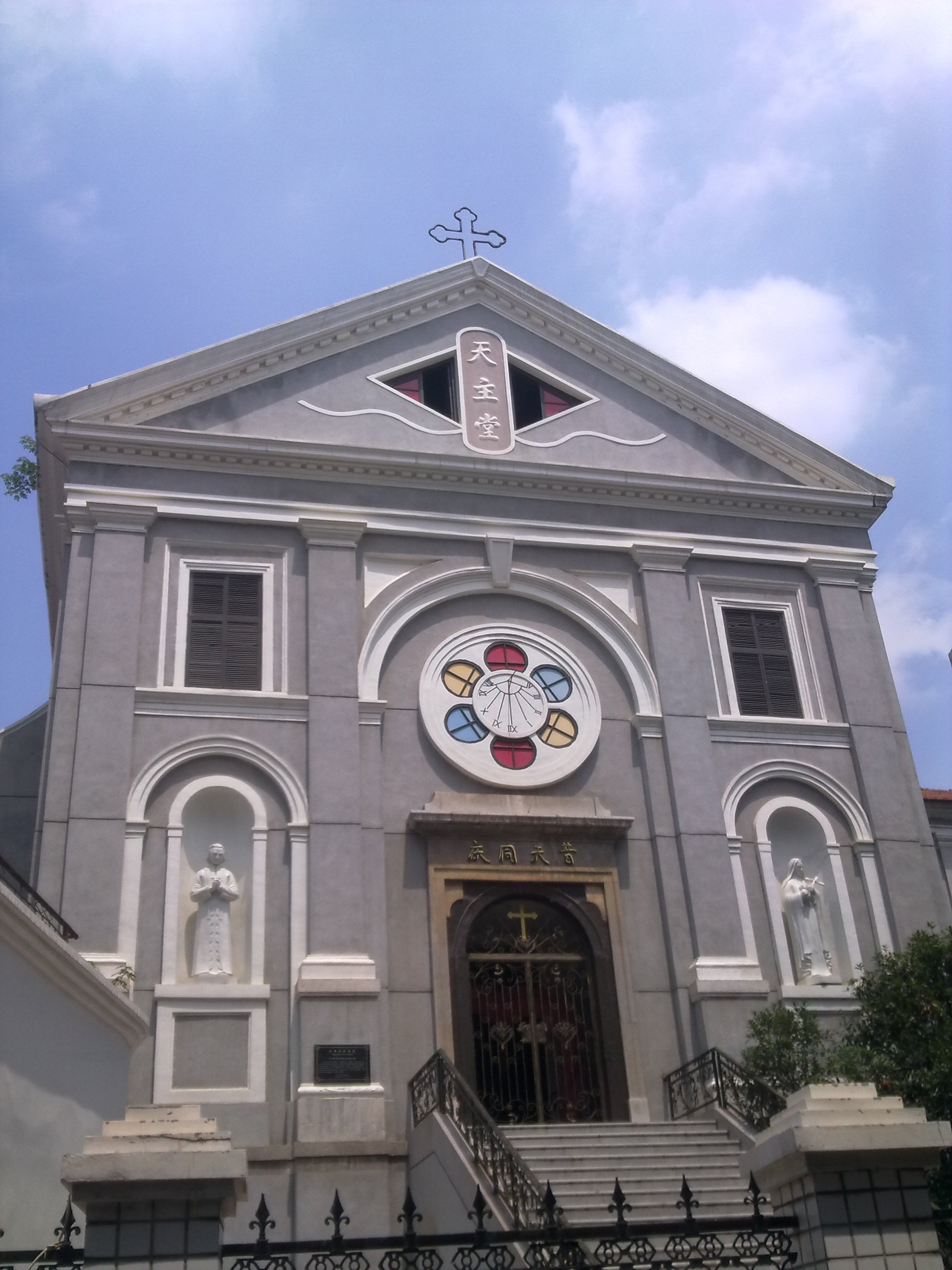
湖北宗座代牧區教座位於今天的花園山聖家主教座堂所在地

1862年，明位篤繼任為宗座代牧。教會可以在湖北公開活動，主教公署遷往省會武昌花園山，並在漢口英租界內建聖若瑟堂。
1870年9月11日，時任教宗庇護九世再發佈《在管理教務實踐中》通諭，將湖北宗座代牧區一分為三，設立湖北東境代牧區、湖北西南境代牧區和湖北西北境代牧區。明主教出任東境代牧區宗座代牧，轄區包括武昌、漢陽、黃州、德安和安陸共5府，教座繼續是武昌花園山。
1923年12月12日，翟座首任駐華代表剛恒毅總主教在漢口主持，將湖北東境代牧區一分為三，成立漢口代牧區、武昌監牧區和漢陽監牧區。1929年，再從漢口代牧區劃出黃梅、羅田、麻城、黃安、新洲等鄂東9縣成立蘄州代牧區。1936年，又劃出隨縣、安陸、應山3縣成立隨縣監牧區。此後，漢口代牧區仍轄有黃陂、孝感、應城、雲夢、禮山、漢川(北)教務。
抗日戰爭期間，於1938年10月武漢會戰後淪陷，漢口訓蒙修女會院與聖加納中學被迫關閉。不久，會院被日軍強佔為軍屬宿舍，時任宗座代牧希賢主教留守漢口。1943年，日軍又強佔梅神父紀念醫院改為傷兵醫院。由1944年12月開始，美國陸軍航空軍對汪精衛政權控制的漢口進行戰略轟炸，漢口多座教堂均受到不同程度破壞。同月10日在漢口大空襲中，美軍誤炸漢口聖若瑟主教座堂，炸燬鐘樓，將正在鐘樓內的希賢主教和一名神父當場炸死。

### 總教區時期
1946年4月11日，聖座在中國設立聖統制，漢口宗座代牧區升為漢口總教區，首任總主教為羅錦章。1949年10月1日，中國共產黨在中國大陸地區建立中華人民共和國，並開始針對天主教進行宗教迫害及打壓。
1952年10月2日，義大利籍的羅錦章總主教及其他外國傳教士先後被以“違反政府法令”為由，被中國政府驅逐出境。羅總主教被驅逐前，任命劉和德和楊少懷為主教代表，繼續管理總教區。但是，他們忠於教宗，拒絕聽從中共，分別以“美國戰略特務”和“劉和德反革命集團”為由被關押接審。
1958年3月18日至19日，漢口總教區神職人員未獲教宗准許，擅自選出董光清出任漢口總教區主教。同月26日，聖座表示以上自選自聖行為違反《天主教法典》規定。同年4月13日，董光清在聖若瑟主教座堂由蒲圻教區主教李道南為其舉行非法祝聖典禮。董光清成為中國首位「非法自選自聖」的主教，後來聖座宣告向其絕罰。
1966年文化大革命開始，所有宗教活動停止，主教座堂受到紅衛兵嚴重破壞，且遭到佔用。直到1980年4月教堂才恢復開放。
改革開放後，劉和德和楊少懷主教代表獲得釋放。1984年，時任教宗若望保祿二世分別任命劉和德為漢口總教區正權總主教，楊少懷為輔理主教，並由地下教會主教秘密祝聖。但是，中國政府一直不承認他們是漢口總教區正權總主教及輔理主教。
1990年代起，劉和德總主教處於退休狀態，居於武昌中南神哲學院，以輔導修生的靈修生活。1980年代末，愛國會非法主教董光清獲得時任教宗若望保祿二世赦免及認可。劉和德和楊少懷與董光清主教共同合作，管理武漢地上及地下教會。
2000年6月，中國官方組織中國天主教愛國會未經聖座准許，擅自將漢口教省的漢口總教區和武昌教區、漢陽教區合併為武漢教區。
2002年10月14日，漢口總教區的20位方濟蒙訓會修女復發聖願。2012年9月14日，仙桃市蔡邦村的教堂被縱火焚毀，因地產商賄賂政府官員，容許他們征地建設仙桃新區。

## 教堂
- 漢口聖若瑟主教座堂

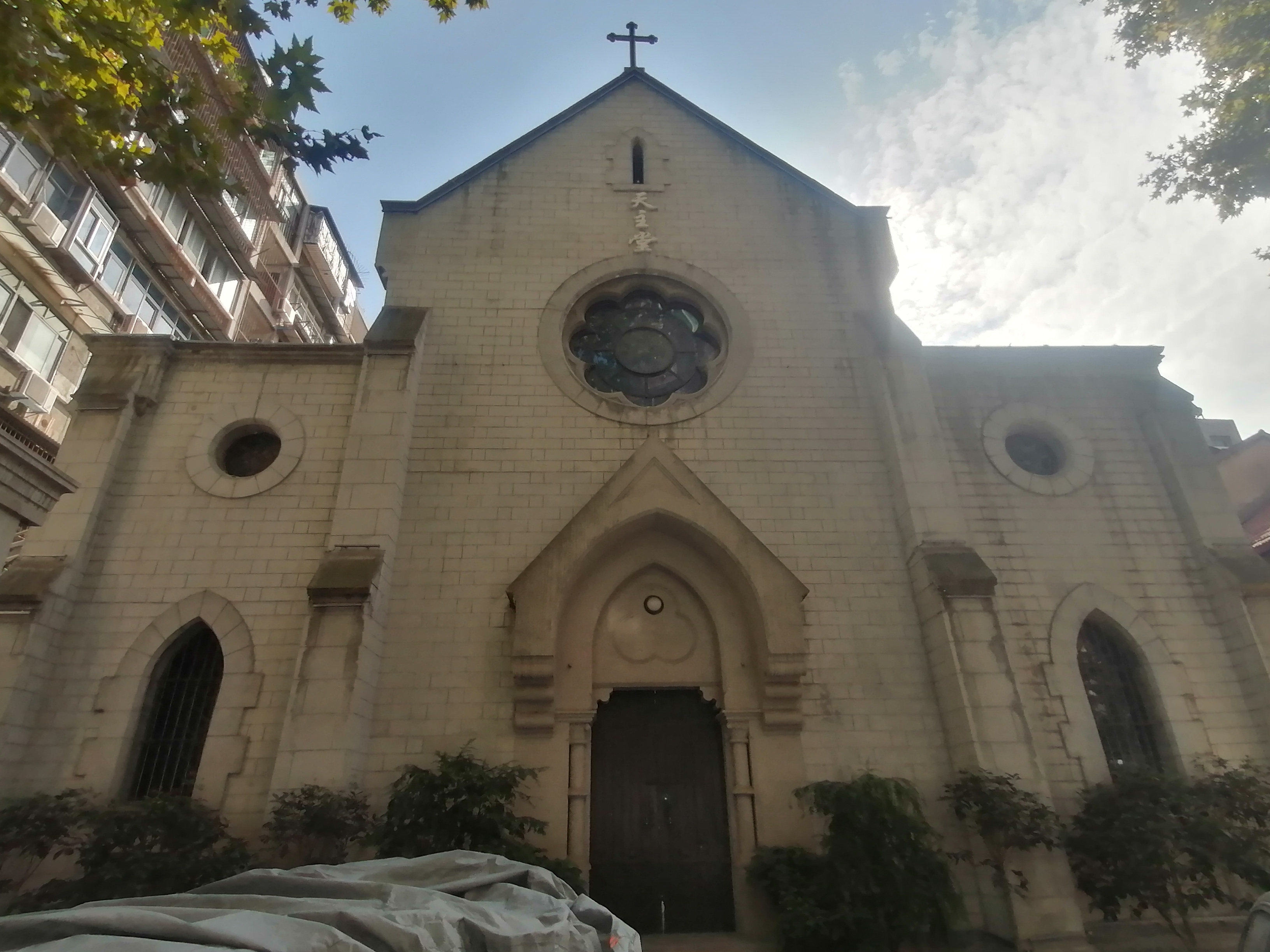
漢口聖母無原罪堂

主教座堂位於武漢市江岸區上海路，漢口總教區的教座所在地。1876年建成，1923年成為漢口代牧區的主教座堂。主教座堂曾在二次大戰及文化大革命被嚴重破壞。直到1980年主教座堂才恢復開放。2008年被列為湖北省文物保護單位。
- 漢口聖母無原罪堂

聖堂又名法國堂，位於漢口法租界內的大法總理街（今車站路25號）。聖堂建於1911年，文化大革命期間被嚴重破壞。1997年被愛國會改為酒吧。2014年重新回復為聖堂開放。
- 应城圣家岭天主教堂

建于1924年，纪念被杀的梅占春神父。

## 歷任主教列表

### 湖廣宗座代牧
- 余宜閣主教,O.F.M.（1696年10月20日-1737年12月27日）：義大利籍[8]
- 教座從缺（1737年-1838年）
- 馮雅各伯,M.E.P.（1838年-1838年7月11日）：義大利籍[9]
- 李文秀主教,O.F.M.（1839年8月30日-1856年4月8日）：義大利籍 [10]

### 湖北宗座代牧
- 徐類思主教,O.F.M.（1856年4月8日-1862年9月2日）：義大利籍[11]
  - 明位篤助理主教,,O.F.M.（1857年8月6日-1862年9月1日）：義大利籍
- 明位篤主教,O.F.M.（1861年9月12日-1870年9月11日） [12]

### 湖北東境宗座代牧
- 明位篤主教,O.F.M.（1870年9月11日-1883年5月17日）
- 江成德主教,O.F.M.（1884年7月18日-1909年7月24日）：義大利籍[13]
  - 田瑞玉助理主教,O.F.M.（1906年8月25日-1909年7月24日）：義大利籍[14]

### 漢口宗座代牧
- 田瑞玉主教,O.F.M.（1909年7月24日-1923年12月19日）
- 教座從缺（1923年-1927年）
  - 宗座署理希賢主教,O.F.M.（1925年-1927年1月26日）：義大利籍
- 希賢主教,O.F.M.（1927年1月26日-1944年12月10日）：義大利籍[15]

### 漢口總主教
- 羅錦章總主教,O.F.M.（1946年7月11日-1961年8月8日）：義大利籍，1952年被驅逐出境。
- 教座從缺（1961年-1984年）
  - 董光清主教,O.F.M.（1958年4月13日-2007年5月12日）：非法自選自聖，1980年代獲教宗認可。
- 劉和德主教,O.F.M.（1984年1月18日-2001年12月10日）：秘密祝聖，未獲中國政府承認。[16]
  - 楊少懷輔理主教（1984年-1998年12月10日）：秘密祝聖，未獲中國政府承認。[17]
- 董光清主教,O.F.M.（2001年12月10日-2007年5月12日）
- 教座從缺（2007年-2021年）
- 崔慶琪主教,O.F.M.（2021年9月8日-現任）[18][19][20][21]